# Gioacchino La Barbera
Gioacchino La Barbera (Altofonte, 23 novembre 1959) è un mafioso e collaboratore di giustizia italiano.

## Biografia
È uno dei testimoni chiave nel processo contro gli assassini del giudice antimafia Giovanni Falcone e colui che diede materialmente il segnale per far partire l'attentato. Per la sua collaborazione alla strage venne condannato a 14 anni di reclusione.
Nel 1994, in seguito al suo pentimento, viene ucciso il padre Girolamo La Barbera detto "Zu Mommo" da Domenico Raccuglia e Michele Traina.